# Папуа — Новая Гвинея на летних Олимпийских играх 1976
Папуа — Новая Гвинея принимала участие в Летних Олимпийских играх 1976 года в Монреале (Канада) в первый раз за свою историю, но не завоевала ни одной медали. Страну представляли 6 спортсменов, принимавших участие в соревнованиях по боксу, лёгкой атлетике и стрельбе.

## Бокс
Спортсменов — 2
| Спортсмен     | Категория | 1/16 финала          | 1/8 финала           | Четвертьфинал         | Полуфинал            | Финал                |           |
| Спортсмен     | Категория | Соперник и результат | Соперник и результат | Соперник и результат  | Соперник и результат | Соперник и результат |           |
| ------------- | --------- | -------------------- | -------------------- | --------------------- | -------------------- | -------------------- | --------- |
| Зоффа Ярави   | 48 кг     |                      | -                    | Хорхе Эрнандес Пор КО | Не прошёл            | Не прошёл            | Не прошёл |
| Тумат Соголик | 63,5 кг   | -                    | Хван Сёл Чун Пор КО  | Не прошёл             | Не прошёл            | Не прошёл            | Не прошёл |

## Лёгкая атлетика
Спортсменов — 3
Мужчины
| Спортсмен          | Вид     | Забег     | Забег | Четвертьфинал | Четвертьфинал | Полуфинал | Полуфинал | Финал     | Финал     |
| Спортсмен          | Вид     | Результат | Место | Результат     | Место         | Результат | Место     | Результат | Место     |
| ------------------ | ------- | --------- | ----- | ------------- | ------------- | --------- | --------- | --------- | --------- |
| Уавала Кали        | 200м    | 22,64     | 7     | Не прошёл     | Не прошёл     | Не прошёл | Не прошёл | Не прошёл | Не прошёл |
| Уавала Кали        | 400м    | 48,85     | 7     | Не прошёл     | Не прошёл     | Не прошёл | Не прошёл | Не прошёл | Не прошёл |
| Джон Кокинаи       | 5000м   | 14.58,33  | 11    | Не прошёл     | Не прошёл     | Не прошёл | Не прошёл | Не прошёл | Не прошёл |
| Джон Кокинаи       | Марафон |           |       |               |               |           |           | 2:41.59   | 59        |
| Тау Джон Токвепота | 10000м  | 32.26,96  | 14    | Не прошёл     | Не прошёл     | Не прошёл | Не прошёл | Не прошёл | Не прошёл |
| Тау Джон Токвепота | Марафон |           |       |               |               |           |           | 2:38.04   | 56        |

## Стрельба
Спортсменов — 1
| Треван Клоуг | Трап | 159 | 35 |